# Steve Miller (Musiker)
Steven Haworth Miller (* 5. Oktober 1943 in Milwaukee, Wisconsin) ist ein US-amerikanischer Sänger und Rock- und Bluesgitarrist. Er wurde mit der Steve Miller Band bekannt, zu deren erfolgreichsten Stücken The Joker, Rock’n Me, Abracadabra und Fly Like an Eagle zählen.

## Werdegang

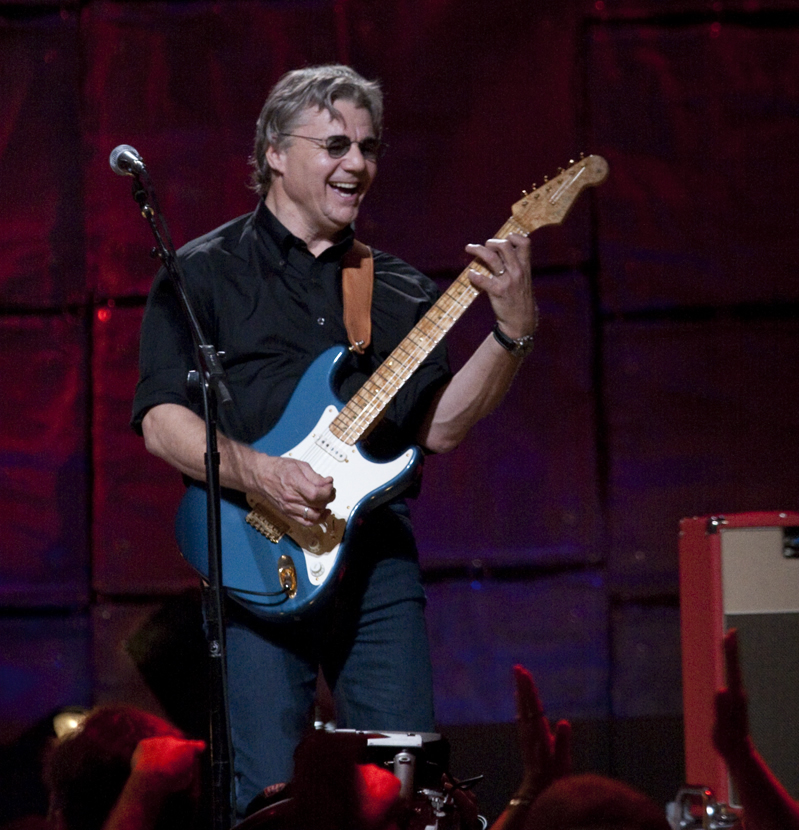
Steve Miller (2010)

Miller wurde 1943 in Milwaukee als Sohn des Arztes George „Sonny“ Miller, eines Jazz-Enthusiasten und Amateurproduzenten, und seiner Frau Bertha, einer vom Jazz beeinflussten Sängerin, geboren. 1950 zog die Familie nach Texas um. Seine ersten Gitarrenakkorde lernte Miller im Alter von fünf Jahren von Les Paul, der zusammen mit seiner Frau Mary Ford regelmäßig im Haus der Millers zu Besuch war; George Miller war ihr Trauzeuge.
An der St. Mark’s School in Texas gründete Miller seine erste Band namens Marksmen. Er zeigte seinem Klassenkameraden Royce Scaggs (bekannter unter seinem Spitznamen Boz) einige Gitarrengriffe, damit dieser in die Band einsteigen konnte. 
In den 1960er Jahren besuchte er die University of Wisconsin–Madison, wo er die Band Ardells gründete. Im Jahr darauf schloss sich Scaggs dieser Formation an. Ein weiteres Jahr später stieß Ben Sidran als Keyboarder zur Band. 
Bevor er die Steve Miller Band gründete, war Miller zusammen mit Barry Goldberg in einer Band namens Goldberg-Miller Blues Band, die 1965 gegründet wurde und eine Single veröffentlichte, bevor Miller die Band verließ. Von dieser Formation sind danach noch weitere Lieder erschienen, von denen allerdings nur drei von Miller gesungen wurden.
1967 gründete er die Steve Miller Band, trat mit ihr beim Monterey Pop Festival auf und steuerte drei Lieder zum Soundtrack für den Hippiefilm Revolution bei. Bei diesen Liedern übernahm er selbst den Gesang. 1968 erschien das Album Children of the Future, das erste einer Reihe von Alben, die tief im psychedelischen Bluesstil verwurzelt waren, der damals San Franciscos Szene beherrschte. Sailor, Brave New World, Your Saving Grace und Number Five folgten. Diese erste Periode von Millers Musikgeschichte fasst zum Großteil die Doppelalbum-Kompilation Anthology aus dem Jahr 1972 zusammen. Boz Scaggs war in der Anfangsphase ein wichtiges Mitglied der Band, allerdings nur für die ersten beiden Alben, bevor er seine eigene Solokarriere startete.
1970 nahm Miller mit Musikern wie Dave Mason (Traffic) einige Stücke für Neil Merryweathers „All-Star-Album“ Word of Mouth auf. Außerdem kam es zu einem kurzzeitigen Zusammenspiel mit John Lee Hooker: Steve Miller nahm im November 1970 mit ihm das Album Endless Boogie auf. Produzenten waren Bill Szymczyk und Ed Michel. Steve Miller spielt bei einigen Titeln Electric Piano und Gitarre.
Das Album The Joker markierte im Jahr 1973 den Beginn einer zweiten Phase von Millers Karriere: obwohl noch immer von Vorläufern inspiriert, bescherte es der Band in Form des Titelsongs einen Nummer-eins-Hit in den USA und einige weitere beliebte Stücke wie Sugar Babe, Shu Ba Da Du Ma Ma Ma, Something to Believe In. The Joker wurde 1990 neu aufgenommen und blieb auch in dieser Version länger an der Spitze der englischen Singlecharts, nachdem es als TV-Werbe-Jingle für die Jeansfirma Levis eingesetzt worden war.
Miller ließ 1976 Fly Like an Eagle folgen und 1977 Book of Dreams. Diese beiden Alben waren der Höhepunkt seiner Karriere. Beide erreichten Spitzenpositionen in den Albumcharts und sorgten für größere Hitsingles, darunter Rock’n Me, Take the Money and Run, Jet Airliner und Jungle Love. Die Steve Miller Band wurde im selben Jahr Vorgruppe einer größeren Stadiontournee mit den Eagles.
Auf dem Höhepunkt seines Erfolgs zog sich Miller aus dem Aufnahme- und Tourleben zurück, tauchte jedoch 1981 mit dem Album Circle of Love (Hits: Heart Like a Wheel, Circle of Love) wieder auf. Die gesamte zweite Seite des Albums bestand aus einem über 18-minütigen Stück, einer Art experimentellem Rapsong, mit dem sich Miller textlich gegen die damalige US-Politik richtete. Die Verkaufszahlen waren allerdings eher enttäuschend. 
1982 kehrte er mit einem weiteren Hitalbum zu seiner Popformel zurück: Abracadabra. Die gleichnamige Single belegte in den USA, Japan und vielen europäischen Ländern Platz eins der Hitparaden. Auch Goodbye Love, Keeps Me Wondering Why und Give It Up sowie die B-Seite von Abracadabra, Never Say No, wurden kleinere Hits in manchen Ländern Europas. Es war allerdings Millers letzter großer kommerzieller Erfolg; sporadisch folgten eine Reihe von Best-of-Alben, Livekompilationen und Versuche, einen „neuen“, dem digitalen Zeitalter angepassten Bandstil (Italian X-Rays, 1984) zu etablieren.

## Solo
1988 erschien ein erstes Soloalbum: Born to Be Blue. Steve Miller wollte beweisen – so stellte er es seinerzeit z. B. in einem Fernsehinterview mit Annette Hopfenmüller dar –, dass sich eine Bluesgitarre ohne weiteres über Jazzstandards spielen lässt. Die Singleauskopplung Ya Ya, eine Coverversion von Lee Dorsey, floppte jedoch.
Ein weiterer Comebackversuch im Jahre 1993 mit dem Album Wide River scheiterte trotz passabler Verkaufszahlen vermutlich an der Wahl der Singleauskopplungen und der abermals, im Vergleich zu früheren Veröffentlichungen, glatten Produktion. Außerdem spielte er im selben Jahr für das Muddy-Waters-Tributealbum (Muddy Water Blues) von Ex-Free-Sänger Paul Rodgers, auf dem sich auch weitere Gitarristen wie Jeff Beck, Neil Schon, Richie Sambora, Trevor Rabin, Gary Moore, Slash, Brian Setzer, David Gilmour, Brian May und Buddy Guy austoben durften, die Gitarre für den Bluesklassiker I’m Your Hoochie Coochie Man ein. 
Steve Miller hatte danach zunächst – nach eigenen Aussagen wegen seines getrübten Verhältnisses zur Musikindustrie – kein Studioalbum mehr aufgenommen. Allerdings arbeitete er in der Zwischenzeit mit Paul McCartney für dessen 1997 für den Grammy nominiertes Album Flaming Pie zusammen. Dort ist er auf einem Song im Leadgesang und an der Gitarre zu hören, eine späte musikalische Danksagung McCartneys in Erinnerung an seine Jamsession mit Miller zur Zeit von My Dark Hour (1969).
Während Miller sich in der Zwischenzeit aus dem Bereich der Plattenproduktion fast gänzlich zurückgezogen hatte, hat er seit 1993 immer wieder Touren absolviert, die sich allerdings fast nur auf Konzerte in den USA und Kanada beschränkten.
2006 erschien bei Capitol Records, dem ursprünglichen Stammlabel Millers, zum 30-jährigen Jubiläum der Platte eine CD-DVD-Kopplung des Albums Fly Like an Eagle. Unter dem enthaltenen Bonusmaterial findet sich eine Konzertfilmaufnahme aus dem Jahr 2005 mit Gaststars wie George Thorogood und Joe Satriani. Auch auf dem Les-Paul-Tributealbum von 2005, Les Paul & Friends, ist Miller neben Künstlern wie Eric Clapton, Sting, Sam Cooke, Buddy Guy, Keith Richards, Peter Frampton, Billy Gibbons, Edgar Winter, Rick Derringer, Neil Schon, Richie Sambora, Joe Perry und Jeff Beck mit einer Neuaufnahme seines Rockklassikers Fly Like an Eagle vertreten.
Nach langjähriger Studiopause wurde im Juni 2010 mit Bingo! ein neues Album veröffentlicht, das sofort Platz eins der amerikanischen Billboard-Blues-Albumcharts eroberte. Im August 2010 begann zudem eine Tournee durch Kanada, die USA und Europa. 2016 wurde Miller in die Rock and Roll Hall of Fame aufgenommen.

## Diskografie

### Alben
| Jahr | Titel                                      | Höchstplatzierung, Gesamtwochen/‑monate, AuszeichnungChartplatzierungen (Jahr, Titel, Platzierungen, Wochen/Monate, Auszeichnungen, Anmerkungen) | Höchstplatzierung, Gesamtwochen/‑monate, AuszeichnungChartplatzierungen (Jahr, Titel, Platzierungen, Wochen/Monate, Auszeichnungen, Anmerkungen) | Höchstplatzierung, Gesamtwochen/‑monate, AuszeichnungChartplatzierungen (Jahr, Titel, Platzierungen, Wochen/Monate, Auszeichnungen, Anmerkungen) | Höchstplatzierung, Gesamtwochen/‑monate, AuszeichnungChartplatzierungen (Jahr, Titel, Platzierungen, Wochen/Monate, Auszeichnungen, Anmerkungen) | Höchstplatzierung, Gesamtwochen/‑monate, AuszeichnungChartplatzierungen (Jahr, Titel, Platzierungen, Wochen/Monate, Auszeichnungen, Anmerkungen) | Anmerkungen                                                                          |
| Jahr | Titel                                      | DE | AT | CH | UK | US | Anmerkungen                                                                          |
| ---- | ------------------------------------------ | --- | --- | --- | --- | --- | ------------------------------------------------------------------------------------ |
| 1968 | Children of the Future                     | — | — | — | — | US134 (18 Wo.)US | Erstveröffentlichung: April 1968                                                     |
| 1968 | Sailor                                     | — | — | — | — | US24 Gold · (17 Wo.)US | Erstveröffentlichung: 7. Oktober 1968 1973 als Living in the U. S. A. veröffentlicht |
| 1969 | Brave New World                            | — | — | — | — | US22 (26 Wo.)US | Erstveröffentlichung: 16. Juni 1969                                                  |
| 1969 | Your Saving Grace                          | — | — | — | — | US38 (14 Wo.)US | Erstveröffentlichung: November 1969                                                  |
| 1970 | Number 5                                   | — | — | — | — | US23 (26 Wo.)US | Erstveröffentlichung: November 1970                                                  |
| 1971 | Rock Love                                  | — | — | — | — | US82 (9 Wo.)US | Erstveröffentlichung: September 1971                                                 |
| 1972 | Recall the Beginning … A Journey from Eden | — | — | — | — | US109 (10 Wo.)US | Erstveröffentlichung: März 1972                                                      |
| 1973 | The Joker                                  | — | — | — | — | US2 Platin · (38 Wo.)US | Erstveröffentlichung: 19. Oktober 1973                                               |
| 1976 | Fly Like an Eagle                          | DE20 (4½ Mt.)DE | — | — | UK11 Gold · (17 Wo.)UK | US3 ×4Vierfachplatin · (97 Wo.)US | Erstveröffentlichung: 20. Mai 1976 Platz 450 der Rolling-Stone-500                   |
| 1977 | Book of Dreams                             | DE13 (4½ Mt.)DE | — | — | UK12 Silber · (14 Wo.)UK | US2 ×3Dreifachplatin · (11 Wo.)US | Erstveröffentlichung: Mai 1977                                                       |
| 1981 | Circle of Love                             | — | — | — | — | US26 Gold · (17 Wo.)US | Erstveröffentlichung: 6. Oktober 1981                                                |
| 1982 | Abracadabra                                | DE1 (22 Wo.)DE | AT8 (3 Mt.)AT | — | UK10 Silber · (16 Wo.)UK | US3 Platin · (33 Wo.)US | Erstveröffentlichung: 15. Juni 1982                                                  |
| 1984 | Italian X Rays                             | — | — | — | — | US101 (10 Wo.)US | Erstveröffentlichung: November 1984                                                  |
| 1986 | Living in the 20th Century                 | — | — | — | — | US65 (23 Wo.)US | Erstveröffentlichung: November 1986                                                  |
| 1988 | Born 2B Blue                               | — | — | — | — | US108 (11 Wo.)US | als Steve Miller                                                                     |
| 1993 | Wide River                                 | DE81 (6 Wo.)DE | — | — | — | US85 (15 Wo.)US | Erstveröffentlichung: 8. Juni 1993                                                   |
| 2010 | Bingo!                                     | DE68 (2 Wo.)DE | — | — | — | US37 (2 Wo.)US | Erstveröffentlichung: 15. Juni 2010                                                  |
| 2011 | Let Your Hair Down                         | — | — | — | — | US180 (1 Wo.)US | Erstveröffentlichung: 19. April 2011                                                 |

grau schraffiert: keine Chartdaten aus diesem Jahr verfügbar

### Livealben
| Jahr | Titel                      | Höchstplatzierung, Gesamtwochen, AuszeichnungChartplatzierungen (Jahr, Titel, Platzierungen, Wochen, Auszeichnungen, Anmerkungen) | Höchstplatzierung, Gesamtwochen, AuszeichnungChartplatzierungen (Jahr, Titel, Platzierungen, Wochen, Auszeichnungen, Anmerkungen) | Höchstplatzierung, Gesamtwochen, AuszeichnungChartplatzierungen (Jahr, Titel, Platzierungen, Wochen, Auszeichnungen, Anmerkungen) | Höchstplatzierung, Gesamtwochen, AuszeichnungChartplatzierungen (Jahr, Titel, Platzierungen, Wochen, Auszeichnungen, Anmerkungen) | Höchstplatzierung, Gesamtwochen, AuszeichnungChartplatzierungen (Jahr, Titel, Platzierungen, Wochen, Auszeichnungen, Anmerkungen) | Anmerkungen                      |
| Jahr | Titel                      | DE | AT | CH | UK | US | Anmerkungen                      |
| ---- | -------------------------- | --- | --- | --- | --- | --- | -------------------------------- |
| 1983 | Steve Miller Band … Live ! | DE65 (1 Wo.)DE | — | — | UK79 (2 Wo.)UK | US125 (7 Wo.)US | Erstveröffentlichung: April 1983 |

Weitere Livealben
- 1967: Live at the Fillmore Auditorium – San Francisco (Chuck Berry mit The Miller Band)
- 2003: Extended Versions
- 2007: Live
- 2008: Live from Chicago (2 DVDs + CD)
- 2015: The Joker Live in Concert

### Kompilationen
| Jahr | Titel                                | Höchstplatzierung, Gesamtwochen, AuszeichnungChartplatzierungen (Jahr, Titel, Platzierungen, Wochen, Auszeichnungen, Anmerkungen) | Höchstplatzierung, Gesamtwochen, AuszeichnungChartplatzierungen (Jahr, Titel, Platzierungen, Wochen, Auszeichnungen, Anmerkungen) | Höchstplatzierung, Gesamtwochen, AuszeichnungChartplatzierungen (Jahr, Titel, Platzierungen, Wochen, Auszeichnungen, Anmerkungen) | Höchstplatzierung, Gesamtwochen, AuszeichnungChartplatzierungen (Jahr, Titel, Platzierungen, Wochen, Auszeichnungen, Anmerkungen) | Höchstplatzierung, Gesamtwochen, AuszeichnungChartplatzierungen (Jahr, Titel, Platzierungen, Wochen, Auszeichnungen, Anmerkungen) | Anmerkungen                             |
| Jahr | Titel                                | DE | AT | CH | UK | US | Anmerkungen                             |
| ---- | ------------------------------------ | --- | --- | --- | --- | --- | --------------------------------------- |
| 1973 | Anthology                            | — | — | — | — | US56 Gold · (39 Wo.)US |                                         |
| 1979 | Greatest Hits 1974–78                | — | — | — | — | US18 ×5Diamant + Fünffachplatin · (35 Wo.)US                                                                                      |                                         |
| 1990 | The Best of 1968–1973                | — | — | — | UK34 (3 Wo.)UK | US— GoldUS |                                         |
| 1991 | The Very Best Of                     | DE28 (18 Wo.)DE | AT11 (2 Wo.)AT | — | — | — |                                         |
| 1998 | Greatest Hits                        | — | — | — | UK58 (1 Wo.)UK | — |                                         |
| 2003 | Young Hearts: Complete Greatest Hits | — | — | — | — | US37 Gold · (13 Wo.)US | Erstveröffentlichung: 9. September 2003 |

grau schraffiert: keine Chartdaten aus diesem Jahr verfügbar
Weitere Kompilationen
- 1970: The Best of the Steve Miller Band
- 1972: St. Louie to Frisco to Memphis (Chuck Berry mit The Steve Miller Band)
- 1973: The Legend
- 1979: The Best of Steve Miller 1968–1973
- 1981: The Best of the Steve Miller Band
- 1983: Masters of Rock
- 1987: Greatest Hits 1976–1986
- 1990: Living in the U. S. A.
- 1994: Steve Miller Band Box Set (Box mit 3 CDs)
- 1998: Greatest Hits
- 1999: The Steve Miller Band
- 2002: King Biscuit Flower Hour Presents (2 CDs)
- 2003: Young Hearts: Complete Greatest Hits
- 2013: Shake Your Tree (2 LPs, nur Vinyl)
- 2013: Complete Greatest Hits
- 2017: Ultimate Hits

### EPs
- 1969: The Steve Miller Band
- 1977: Star Trax

### Singles
| Jahr | Titel Album                                                     | Höchstplatzierung, Gesamtwochen/‑monate, AuszeichnungChartplatzierungen (Jahr, Titel, Album, Platzierungen, Wochen/Monate, Auszeichnungen, Anmerkungen) | Höchstplatzierung, Gesamtwochen/‑monate, AuszeichnungChartplatzierungen (Jahr, Titel, Album, Platzierungen, Wochen/Monate, Auszeichnungen, Anmerkungen) | Höchstplatzierung, Gesamtwochen/‑monate, AuszeichnungChartplatzierungen (Jahr, Titel, Album, Platzierungen, Wochen/Monate, Auszeichnungen, Anmerkungen) | Höchstplatzierung, Gesamtwochen/‑monate, AuszeichnungChartplatzierungen (Jahr, Titel, Album, Platzierungen, Wochen/Monate, Auszeichnungen, Anmerkungen) | Höchstplatzierung, Gesamtwochen/‑monate, AuszeichnungChartplatzierungen (Jahr, Titel, Album, Platzierungen, Wochen/Monate, Auszeichnungen, Anmerkungen) | Anmerkungen                              |
| Jahr | Titel Album                                                     | DE | AT | CH | UK | US | Anmerkungen                              |
| ---- | --------------------------------------------------------------- | --- | --- | --- | --- | --- | ---------------------------------------- |
| 1968 | Living in the U. S. A. Sailor                                   | — | — | — | — | US49 (9 Wo.)US | Erstveröffentlichung: 8. September 1968  |
| 1970 | Going to the Country Number 5                                   | — | — | — | — | US69 (6 Wo.)US | Erstveröffentlichung: 12. August 1970    |
| 1973 | The Joker                                                       | DE7 (25 Wo.)DE | AT5 (5 Mt.)AT | CH5 (19 Wo.)CH | UK1 Gold · (13 Wo.)UK | US1 ×6Sechsfachplatin · (20 Wo.)US | Erstveröffentlichung: September 1973     |
| 1974 | Your Cash Ain’t Nothin’ but Trash The Joker                     | — | — | — | — | US51 (7 Wo.)US | Erstveröffentlichung: 11. Februar 1974   |
| 1976 | Take the Money and Run Fly Like an Eagle                        | — | — | — | — | US11 ×2Doppelplatin · (15 Wo.)US | Erstveröffentlichung: 26. April 1976     |
| 1976 | Rock’n Me Fly Like an Eagle                                     | DE28 (8 Wo.)DE | AT25 (1 Mt.)AT | — | UK11 (9 Wo.)UK | US1 ×2Doppelplatin · (18 Wo.)US | Erstveröffentlichung: August 1976        |
| 1976 | Fly Like an Eagle                                               | — | — | — | — | US2 Platin · (20 Wo.)US | Erstveröffentlichung: 13. August 1976    |
| 1977 | Jet Airliner Book of Dreams                                     | — | — | — | — | US8 (18 Wo.)US | Erstveröffentlichung: April 1977         |
| 1977 | Jungle Love Book of Dreams                                      | — | — | — | — | US23 (14 Wo.)US | Erstveröffentlichung: 7. Juli 1977       |
| 1977 | Swingtown Book of Dreams                                        | — | — | — | — | US17 (15 Wo.)US | Erstveröffentlichung: 7. Oktober 1977    |
| 1981 | Heart Like a Wheel Circle of Love                               | — | — | — | — | US24 (14 Wo.)US | Erstveröffentlichung: Oktober 1981       |
| 1982 | Circle of Love                                                  | — | — | — | — | US55 (7 Wo.)US | Erstveröffentlichung: 23. Januar 1982    |
| 1982 | Abracadabra                                                     | DE2 (23 Wo.)DE | AT1 (3 Mt.)AT | CH1 (11 Wo.)CH | UK2 Silber · (11 Wo.)UK | US1 ×2Doppelplatin · (25 Wo.)US | Erstveröffentlichung: 14. Mai 1982       |
| 1982 | Keeps Me Wondering Why Abracadabra                              | — | — | — | UK52 (3 Wo.)UK | — | Erstveröffentlichung: 6. August 1982     |
| 1982 | Cool Magic Abracadabra                                          | — | — | — | — | US57 (8 Wo.)US | Erstveröffentlichung: 11. September 1982 |
| 1982 | Give It Up Abracadabra                                          | — | — | — | — | US60 (9 Wo.)US | Erstveröffentlichung: Oktober 1982       |
| 1984 | Shangri-La Italian X Rays                                       | — | — | — | — | US57 (6 Wo.)US | Erstveröffentlichung: 2. September 1984  |
| 1985 | Bongo Bongo Italian X Rays                                      | — | — | — | — | US84 (3 Wo.)US | Erstveröffentlichung: Januar 1985        |
| 1986 | I Want to Make the World Turn Around Living in the 20th Century | — | — | — | — | US97 (3 Wo.)US | Erstveröffentlichung: 14. November 1986  |
| 1993 | Wide River                                                      | — | — | — | — | US64 (8 Wo.)US | Erstveröffentlichung: 10. Juli 1993      |

Weitere Singles
- 1968: Sittin’ in Circles
- 1968: My Dark Hour
- 1971: Rock Love
- 1971: Steve Miller’s Midnight Tango
- 1972: Fandango
- 1976: Serenade
- 1976: Shu Ba Da Du Ma Ma Ma Ma
- 1977: Dance, Dance, Dance
- 1981: Get On Home
- 1981: Macho City
- 1982: Goodbye Love
- 1983: Live
- 1984: Italian X Rays
- 1986: Nobody but You Baby
- 1986: I Wanna Be Loved
- 1988: Ya Ya
- 1993: Cry Cry Cry
- 1993: Midnight Train
- 1993: Blue Eyes
- 1994: Rock It
- 2006: Abracadabra (Round ’n’ Round) (Steve Miller Band vs. Gauzz)
- 2011: Sweet Home Chicago

### Videoalben
- 1983: Live!
- 1991: Band
- 1992: Blues in the 20th Century
- 2006: Fly Like an Eagle: 30th Anniversary (US: Gold)
- 2007: Live from Chicago (US: Gold)

## Auszeichnungen für Musikverkäufe
| Goldene Schallplatte - Australien - 1993: für das Album The Very Best Of - Hongkong - 1983: für das Album Abracadabra - Kanada - 1977: für das Album Book of Dreams - 1982: für das Album Circle of Love - 2008: für das Videoalbum Live from Chicago - Neuseeland - 2003: für das Album Young Hearts: Complete Greatest Hits - Schweden - 1990: für die Single The Joker | Platin-Schallplatte - Australien - 1982: für das Album Abracadabra - Kanada - 1982: für das Album Abracadabra - 1982: für die Single Abracadabra 2× Platin-Schallplatte - Kanada - 1977: für das Album Fly Like an Eagle 3× Platin-Schallplatte - - 2023: für die Single The Joker Diamantene Schallplatte - Kanada - 2003: für das Album Greatest Hits 1974–78 |

Anmerkung: Auszeichnungen in Ländern aus den Charttabellen bzw. Chartboxen sind in ebendiesen zu finden.
| Land/RegionAuszeichnungen für Musikverkäufe (Land/Region, Auszeichnungen, Verkäufe, Quellen) | Silber     | Gold       | Platin       | Diamant     | Verkäufe   | Quellen                       |
| -------------------------------------------------------------------------------------------- | ---------- | ---------- | ------------ | ----------- | ---------- | ----------------------------- |
| Australien (ARIA)                                                                            | —          | Gold1      | Platin1      | —           | 85.000     | aria.com.au                   |
| Hongkong (IFPI/HKRIA)                                                                        | —          | Gold1      | —            | —           | 10.000     | ifpihk.org                    |
| Kanada (MC)                                                                                  | —          | 3× Gold3   | 4× Platin4   | Diamant1    | 1.505.000  | musiccanada.com               |
| Neuseeland (RMNZ)                                                                            | —          | Gold1      | 3× Platin3   | —           | 97.500     | aotearoamusiccharts.co.nz NZ2 |
| Schweden (IFPI)                                                                              | —          | Gold1      | —            | —           | 25.000     | sverigetopplistan.se          |
| Vereinigte Staaten (RIAA)                                                                    | —          | 7× Gold7   | 27× Platin27 | Diamant1    | 40.100.000 | riaa.com                      |
| Vereinigtes Königreich (BPI)                                                                 | 3× Silber3 | 2× Gold2   | —            | —           | 820.000    | bpi.co.uk                     |
| Insgesamt                                                                                    | 3× Silber3 | 16× Gold16 | 35× Platin35 | 2× Diamant2 |            |                               |